# Longeault
Longeault är en kommun i departementet Côte-d'Or i regionen Bourgogne-Franche-Comté i östra Frankrike. Kommunen ligger i kantonen Genlis som tillhör arrondissementet Dijon. År 2018 hade Longeault 585 invånare.

## Befolkningsutveckling
Antalet invånare i kommunen Longeault
Referens:INSEE